# حارة الفتح (صنعاء)

تعديل مصدري - تعديل

الفتح هي إحدى حارات حي سدس الروض بمدينة الروضة شمال العاصمة اليمنية "صنعاء"، بلغ تعداد سكانها 178 نسمة حسب تعداد اليمن لعام 2004.